# 威嚇

威嚇するネコ

威嚇（いかく）は、実際の攻撃ではなく、それに似た姿や様子を見せることで対象を脅かすことである。往々にして自らの身を守るために自らの力を誇示する行為である。しかし、攻撃の糸口として威嚇が使われる場合もある。
カタツムリやカメにみられるような専守防衛とは違い、攻撃的な防衛手段として知られる。

## 威嚇の手段
- 自らの体またはその一部を大きくして自らの力を誇示する（主に鳥類に多くみられる）。
- 音や急な動きで相手を驚かす（俗に言う『猫だまし』のようなもの）。
- 毒などの武器を持っていることを示す。
  - 動物には、実際には持っていないものが、もっているものの示す行動と似たことをする場合もある。これは一種の擬態である。
- いつでも攻撃できることを示す。

## 人間の場合

### 対人関係
個人対個人の交渉の場において、威嚇は様々な場合に見られ、その表現は多様である。
直接に暴力を想起させるものとしては、怒鳴る、怒りを表情に現す、上から睨み付ける、指をパキパキとならす、体の一部を掴む、殴るなどの攻撃の予備動作をする、（静かな声で）脅す、（至近距離に）詰め寄るなどがある。
しかし、より表現としては穏便な形を取り、見掛けでは威嚇と取れない例も少なくない。時には笑顔や笑いでさえ威嚇に使われる。

### 武器の使用
武器を持つ場合、これを誇示し、あるいは使ってみせることで威嚇とする例がある。たとえば銃を示し、それで相手を狙わずに発射する。これを威嚇射撃という。具体的には、相手の近くや足下を撃つ、周囲の目につくものを撃つ、あるいは上に向けて発射するなどがある。軍事的順序としては、まず片手の平を前に出して止まれのジェスチャーを示し、それでも止まらなければ銃口を向け、上空へ発砲する。
ただし、上に向けて発射するのは、敵に弾を当てないこと、および銃弾を空にすることを示す友好の表現とする場合がある。大砲の空撃ちや礼砲もこれに近い例であるが、いずれもそれを知らない場合、威嚇と見なされる危険がある。

### 集団間
軍事においても、威嚇射撃など、必ずしも相手を殺傷しない砲撃・爆撃によって相手の攻撃行動を控えさせる目的で行われることがある。しかし、対個人であればとにかく、国家間においては、このような行為に対して手を緩めると侮られるとの考えから、より関係が険悪になり、本格的な攻防に進んでしまう例も少なくない。冷戦時代の軍拡競争や、中国と台湾間、南北朝鮮の軍事演習などはその典型である。
日本国憲法第9条では、武力による威嚇は、国際紛争を解決する手段としては放棄されている。

## 動物の威嚇
動物の場合、威嚇は動物行動学の領分である。威嚇は種内で行なわれる場合と、種間で行なわれる場合があり、それぞれに異なった様相をもつ。

### 種内関係
種内の場合、攻撃力の強い種では、命に関わる攻撃のやりとりは避ける傾向がある。そのようなことが必要になる場合というものは、配偶行動や縄張り争いなど、その種の生活史に深く関わる場合が多く、毎度命のやりとりになるようでは、命がいくつあっても足りない。種の生存においてもこのようなことが何度も続くのは不利である。いくら強い個体であっても、命がけの戦いで無傷、とは行かないので、攻撃しあったものはどちらも生存上の不利を被る。そのようなことが避けられるように進化が進むのはあり得ることである。
多くの場合、威嚇は決まり切った形式的やりとりでおこなわれる。多くの場合、対決に先立って、互いに接触せずににらみ合い、決まった形の誇示行動がおこなわれる。このときに武器になる部分を誇示するのもよく見られる行動である。このような儀礼的なやりとりだけで、片方が引くことで戦いが終了する場合もある。

### 種間関係
種間の場合、捕食-被食関係など、互いの力関係ははじめから決まっていることが多い。強い方が威嚇をする必要はなく、弱い方は逃げるか、命がけの反撃に出ることになるが、逃げる前に逃げ出すための威嚇をおこなう、というのがよくある形である。これらの威嚇は肉体的・精神的な刺激を与えて怯ませるなどで強い方の攻撃意欲を無くさせて、逃げる時間を確保することを目的としたものが多い。たとえば、カマキリが昆虫を捕まえる場合、そっと忍び寄って、素早く鎌で獲物を捕まえるだけである。しかし、ほ乳類がカマキリに手を出せば、カマキリは体を起こし、鎌を引きつけながら左右に広げ、羽を立てて威嚇をする。さらに近づけば鎌で挟んで痛みを与える。
このように、ある程度の武器を持つものは、その武器をさらし、大きく見せる行動を取るものが多い。ほ乳類では、その際に後ろ足で立ち上がるものがあるが、これは、目の高さをもって相手の大きさを判断するものが多いからだとも言われている。つまり、頭の位置が高い方が大きく見える、というわけである。同時に、牙や爪を見せるのもよくあることである。また、大きな声を上げて吠えたり唸ったりするのも、威嚇の行動によく見られる。有毒な動物が派手な色や模様を持つ場合、これを警告色（一般には警戒色を使う例が多い）というが、威嚇のためにこれを強調する行動を取る場合もある（例としてヒョウモンダコが、普段は黄褐色一色の皮膚をしているが、危機が迫ると紫と白の縞模様になる）。また、これに擬態する無毒種も、同様の行動を取る場合がある。
昆虫の場合も、脚を踏ん張り、羽を広げるといったよく似た行動が見られるものがある。また、唐突に音を立てるものもある。そのような音は警戒音といわれる。
いくつかの昆虫に共通に見られるパターンとして、目玉模様（眼状紋）がある。チョウやガ、あるいはイモムシなどに見られるもので、黄色と黒の同心円模様である。これらの昆虫は攻撃を受けた際にこれを強調する行動を取る例が多い。一説によると、この模様は小鳥にとって猛禽を想像させるため、警戒色として作用すると言うが、その効果については諸説あって明確ではない。